# فرنسيس دونهام
فرنسيس دونهام (10 نوفمبر 1793 بإنجلترا في المملكة المتحدة - ) (بالإنجليزية: Francis Dunham)‏ هو لاعب كريكت بريطاني. لعب مع نادي مارليبون للكريكت ‏.